# Gouarec
Gouarec (tiếng Breton: Gwareg) là một xã của tỉnh Côtes-d’Armor, thuộc vùng Bretagne, tây bắc Pháp.

## Dân số
Người dân ở Gouarec được gọi là Gouarécains.